# Bajkal (Pardubice)
Jezero Bajkal leží v místní části Polabiny V města Pardubice a je pozůstatkem po těžbě podloží v roce 1989 a 1990, když rostl přilehlý pátý polabinský okrsek. Jezero se nalézá pod ulicí Hradecká vedoucí od Wonkova mostu do Hradce Králové. Jezero je využíváno jako rybářský revír místní organizací Českého rybářského svazu a slouží též ke krátkodobé rekreaci obyvatel přilehlého sídliště. V jeho těsné blízkosti se nalézá revitalizované Mrtvé rameno Labe v Polabinách.

## Galerie

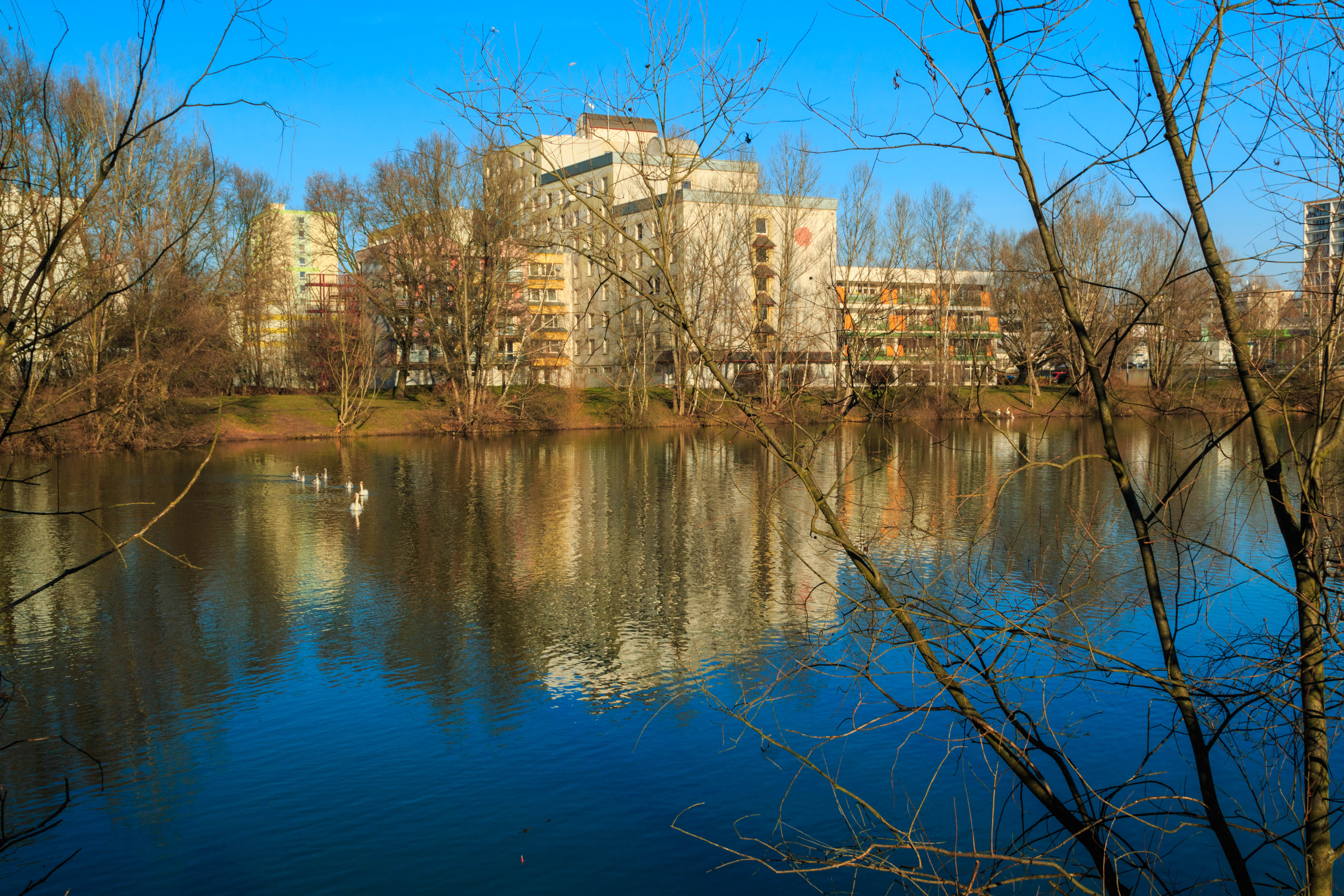
Bajkal v Pardubicích
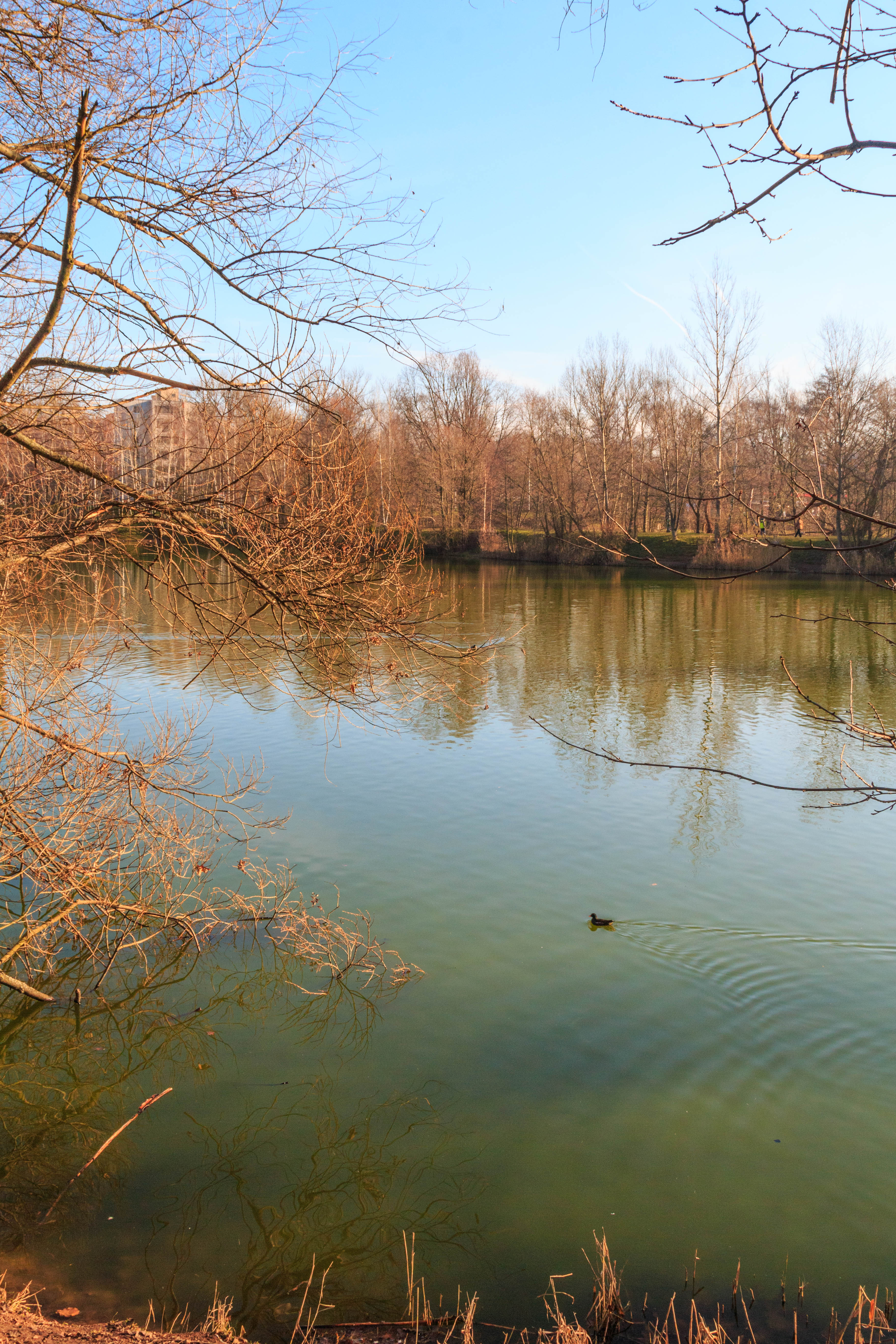
Bajkal v Pardubicích
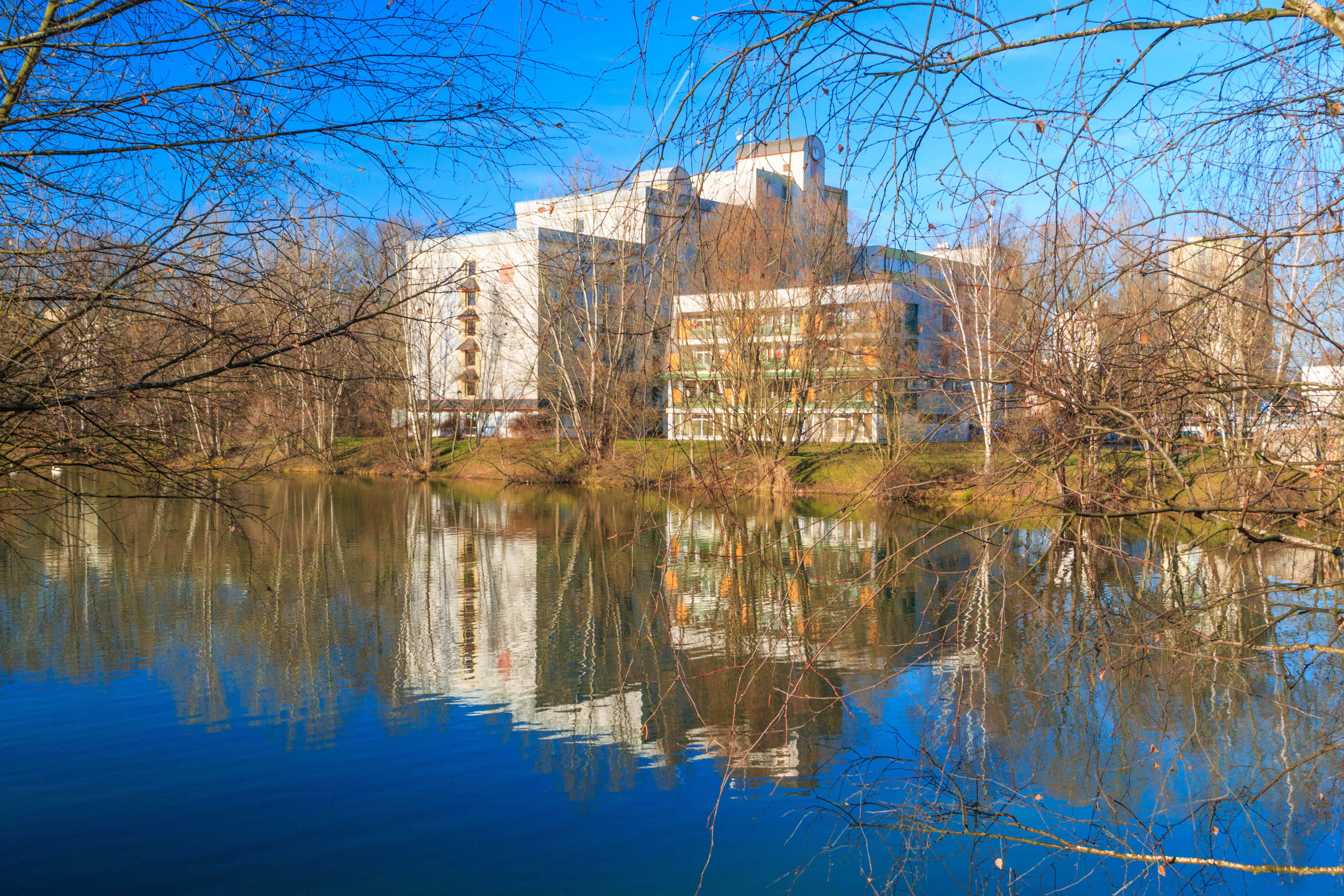
Bajkal v Pardubicích
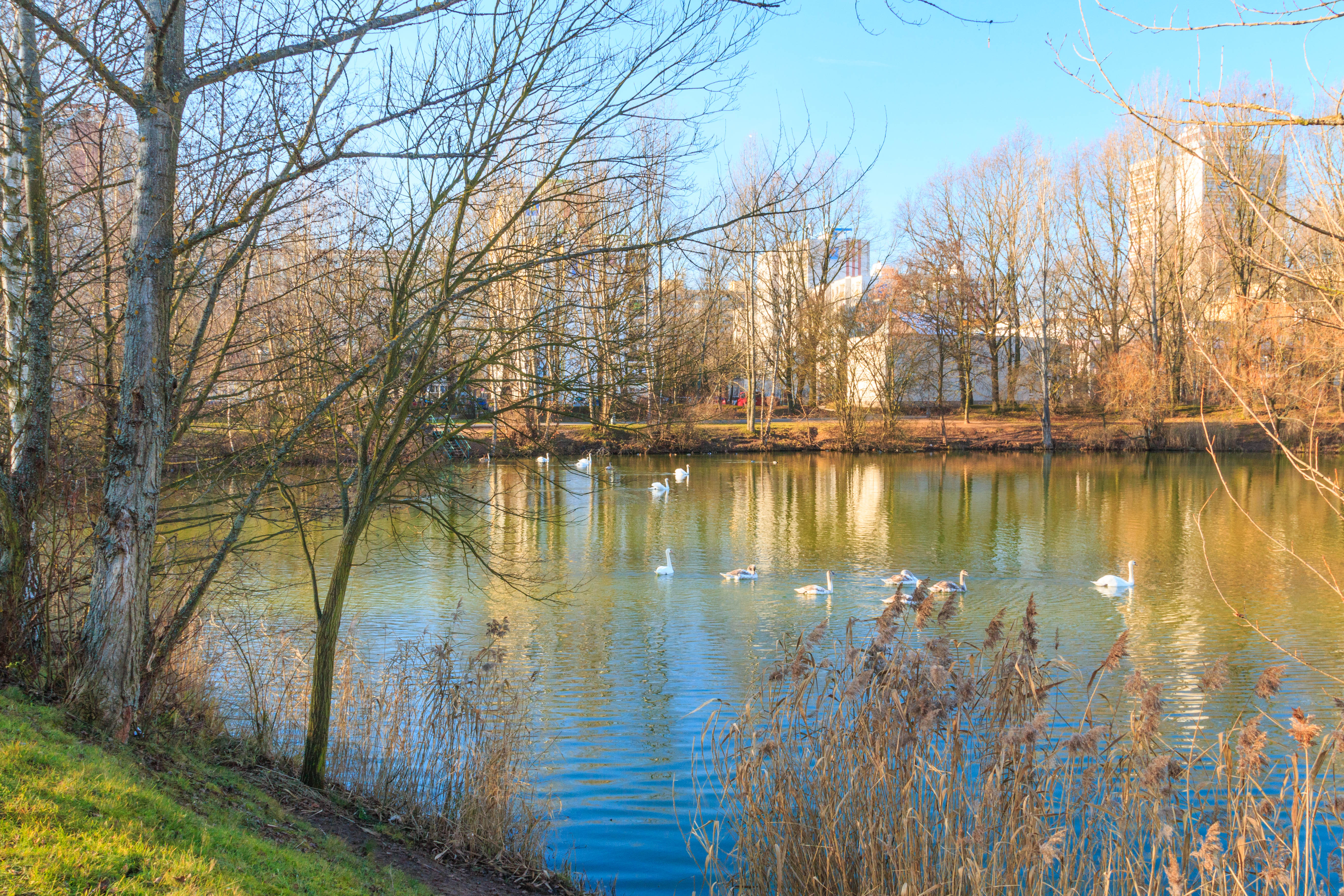
Bajkal v Pardubicích